# William Michael O'Brien
Pour les articles homonymes, voir Michael O'Brien.
William Michael O'Brien alias William Goold ou Gould, né le 17 janvier 1838 à Ballymacoda et mort exécuté le 23 novembre 1867 à la prison de New Bailey (Salford), est un patriote irlandais, un des Martyrs de Manchester.

## Biographie
Fils de John et Johanna O'Brien (née O’Neill), il s'engage dans l'armée américaine et sert durant la Guerre de Sécession dans l'Armée de l'Union et y est promu Lieutenant (1860-1865).
Quittant l'armée en 1865, il revient en Irlande où il travaille dans un commerce et vit chez sa sœur à Glenagare (Ladysbridge (en)). Il adhère alors au Fenian Brotherhood. Sous le pseudonyme de William Goold, parfois Gould, décrit comme « the most active and intelligent man engaged in the affair », il est en 1867 un des chefs de la révolte des Fenians à Manchester. Comme Philip O'Meara Allen, Thomas Kelly, Timothy Deasy et Michael Larkin avec qui il est capturé, il est accusé du meurtre d'un policier. Il est exécuté à la prison de New Bailey à Salford avec Allen et Larkin, Kelly et Deasy étant parvenus à s'évader.
Jules Verne le mentionne sous le nom de « Gorld » dans son roman Les Frères Kip (partie 2, chapitre X).